# Даві Де Фаув
Даві Де Фаув (нід. Davy De Fauw, нар. 8 липня 1981, Гент) — бельгійський футболіст, захисник клубу «Брюгге».
Значну частину кар'єри провів у Нідерландах, де виступав за роттердамську «Спарту» та «Роду» (Керкраде).

## Ігрова кар'єра
У дорослому футболі дебютував 2000 року в клубі «Брюгге», в основній команді якого, втім, жодної гри чемпіонату не провів. Натомість 2001 року був відданий в оренду до нідерландської  «Спарти» (Роттердам), яка за рік викупила права на гравця Відіграв за команду з Роттердама загалом п'ять сезонів своєї ігрової кар'єри. Більшість часу, проведеного у складі «Спарти», був основним гравцем захисту команди.
2006 року уклав контракт з клубом «Рода» (Керкраде), у складі якого провів ще п'ять років своєї кар'єри гравця. Граючи у складі «Роди» також здебільшого виходив на поле в основному складі команди.
Протягом 2011—2014 років грав на батьківщині, захищав кольори команди клубу «Зюлте-Варегем».
До складу клубу «Брюгге» досвідчений захисник повернувся 2014 року.

## Титули і досягнення
- Чемпіон Бельгії (1):

«Брюгге»:  2014-15
- Володар Кубка Бельгії (1):

«Брюгге»:  2014-15
«Зюлте-Варегем»: 2016-17